# إليانورا كنوبف
إليانورا فرانسيس بليس كنوبف (بالإنجليزية: Eleanora Knopf)‏ (15 يوليو 1883 – 21 يناير 1974) هي عالمة جيولوجيا كانت تعمل لصالح مؤسسة المساحة الجيولوجية في الولايات المتحدة (USGS)، واشتغلت كذلك في أبحاث عن جبال الأبالاش خلال أول عقدين من القرن العشرين. وقد درست في كلية برين ماور، وفيها نالت درجة البكالريوس في الكيمياء، ثم درجة الماجستير في الجيولوجيا، وأخيرًا درجة الدكتوراه في الجيولوجيا عام 1912. وبعد إتمامها درجة الدكتوراه، قبلت إليانورا وظيفة في الـUSGS حيث قابلت عالم الجيولوجيا أدولف كنوبف، وهو أستاذ في جامعة ييل، ثم تزوجته لاحقًا. وكانت هي أول عالم جيولوجيا أمريكي يستخدم أسلوبًا مبتكرًا في علم وصف الصخور لإتمام أهم أعمالها: دراسة جبل ستيتنج (Stissing Mountain).

## مطلع حياتها
وُلدت إليانورا في روزمونت، بنسلفانيا في 15 يوليو 1883. ووالدها هو تاسكر هاوارد بليس – وقد بدأ حياته العملية جنديًا حتى صار رئيس أركان جيش الولايات المتحدة خلال فترة الحرب العالمية الأولى، كما كان الممثل الرئيسي للولايات المتحدة في مجالس الحلفاء. أما والدتها فهي ماري أندرسون بليس. وكلا من طرفي عائلتها يعود في نسبه إلى مستوطنين من أصل إنجليزي. وقد استقرت عائلة بليس في منطقة بالقرب من الصخور البللورية التي قامت إليانورا بدراستها لاحقًا. وقد تزوجت أدولف كنوبف عام 1920، ولم تنجب منه أطفالًا لكنها صارت أمًا لأطفاله الثلاثة من زواجه السابق، والذين كانوا في سن الدراسة حينئذ.

## تعليمها
التحقت بجامعة برين ماور، حيث نالت درجة البكالريوس عام 1904. وكانت أستاذتها فلورنس باسكوم عالمة جيولوجيا بارزة، وهي التي أنشئت قسم الجيولوجيا في تلك الكلية. ثم عملت إليانورا معيدة في معمل الجيولوجيا في برين ماور، وكذلك كانت مشرفة مساعدة في متحف الجيولوجيا في الكلية في الفترة من 1904 إلى 1909. وبعد أن قضت عامين في جامعة بيركلي، عادت إلى كلية برين ماور حتى تعمل مع أنا جوناس في دراسة الصخور المتحولة بالقرب من الكلية. وبذلك تبعت كلا من إليانورا وأنا مسيرة فلورنس باسكوم في دراسة علم وصف الصخور. ومن ثم قدما أطروحتهما المشتركة معًا ونالا بذلك درجة الدكتوراه عام 1912.

## حياتها العملية
وبعد حصولها على درجة الدكتوراه من برين ماور واجتيازها اختبارات الخدمة المدنية، انتقلت إلى واشنطن كي تشغل وظيفة مرشد جيولوجي في الـUSGS، ثم استكملت أعمالها عن الصخور المتحولة في المواقع القريبة من برين ماور. ثم نشرت عدة أوراق بحثية عن أعمالها في تلك المنطقة، وبعضها كانت أوراقًا مشتركة بينها وبين أنا جوناس. وفي عام 1913، نشرت أبحاثها عن أول ظهور لمعدن الجلوكوفين (Glaucophane) في الولايات المتحدة، وتحديدًا في بنسلفانيا، والذي لم يسبق أن عُثر عليه مطلقًا على الساحل الشرقي من المحيط اللأطلسي، وبعثت إليانورا نتائجها إلى متحف التاريخ الطبيعي الأمريكي.  وفي عام 1917، ترقت إلى منصب عالمة جيولوجيا مساعدة، ثم إلى عالمة جيولوجيا عام 1920. وفي أثناء عملها في الـUSGS، قابلت أدولف كنوبف وتزوجته، ثم انتقلت في الحال إلى نيو هيفن، حيث كان يدَرّس في جامعة ييل. ثم اشتغلت أستاذة زائرة في كلٍ من ييل وهارفارد. واستمرت في عملها في الـUSGS حتى عام 1955. وفي عام 1925 شرعت في دراسة الصخور في منطقة جبل ستيسينج. وقد اقتضت منها تلك الدراسة أن تكرس حياتها بالكامل. فقد واجهت عدة صعوبات غير اعتيادية في استكمال تلك الدراسة نظرًا إلى حدوث التصدعات القشرية. وبعد محاولاتها في العثور على أسلوب جديد خارج نطاق الولايات المتحدة لدراسة تلك المنطقة بدقة، وقع اختيارها على طريقة عالم الجيولوجيا النمساوي برونر ساندرز (من جامعة إنسبروك)، والتي استعان بها في دراسة البنية الدقيقة للصخور، مما يتضمن الحبيبات والخواص البصرية. وتمكنت إليانورا من ترجمة أعماله إلى الإنجليزية واستعانت بها طيلة فترة أعمالها البحثية في الولايات المتحدة لمدة 40 سنة حتى اتقنت هذا الأسلوب الجديد. وكان هذا الأسلوب الخاص بعلم الصخور جديدًا على علماء الولايات المتحدة، ولذلك ألفت إليانورا كتابًا عنه عام 1938 بعنوان «Structural Petrography» (علم وصف الصخور الهيكلي)، والذي ميزها في أوساط العلماء. وكانت إليانورا من بين عالمات الجيولوجيا القلائل اللاتي أنفقن وقتهن في دراسة جبال الأبالاش في القرن العشرين. ورغم أنها كانت عالمة صخور في المقام الأول، إلا أنها أبدت ملاحظات ثاقبة فيما يتعلق بالتعرية المتباينة في المستجمعات المائية، والتي أدت إلى صمود التضاريس السحيقة في البيئة المحيطة بها. ورغم أن هذه الملاحظات تناقض أحد المبادئ الرئيسية في علم مورفولوجيا الأرض، إلا أن إليانورا لمحت إلى احتمالية صمود تلك التضاريس لزمن أطول من المتوقع نظرًا إلى وجود عوامل تعرية متباينة. وفي عام 1951، التحقت بجامعة ستانفورد لتكون أستاذة مساعدة.
وظلت إليانورا تدرس صخور جبل ستيسينج حتى تقاعدها عام 1955، وذلك إلى جانب قيامها بعدة رحلات استكشافية إلى جبال روكي، حيث ساعدت زوجها في أعماله عن جبال روكي حتى وفاته عام 1966. وبعد وفاته كرست حياتها في استكمال أبحاثه المتعلقة بباثوليث بولدر (Boulder Batholith) ولكن مشاكلها الصحية حالت دون ذلك. وقد أتمت 90 سنة قبل وفاتها في مينلو بارك، كاليفورنيا عام 1974 بعد إصابتها بتصلب شرياني.